# Phyllanthus flaviflorus
Phyllanthus flaviflorus är en emblikaväxtart som först beskrevs av Karl Moritz Schumann och Carl Karl Adolf Georg Lauterbach, och fick sitt nu gällande namn av Airy Shaw. Phyllanthus flaviflorus ingår i släktet Phyllanthus och familjen emblikaväxter.
Artens utbredningsområde är Papua Nya Guinea. Inga underarter finns listade i Catalogue of Life.